# Marvel Productions
Marvel Productions Ltd., mais tarde conhecida como New World Animation Ltd., foi uma produtora de televisão subsidiária da Marvel Entertainment Group situada em Hollywood, na Califórnia.
Ela mais tarde se tornou uma subsidiária da New World Entertainment e, eventualmente, da News Corporation (Fox Entertainment Group).
Marvel Productions produziu séries animadas, filmes e especiais de televisão, tais como Spider-Man and His Amazing Friends, My Little Pony: O Filme, Os Transformers: O Filme, The Incredible Hulk e G.I. Joe: O Filme. A maior parte do catálogo da Marvel Productions é atualmente propriedade da The Walt Disney Company.

## História
DePatie-Freleng Enterprises (1963–1981)
A empresa começou em 1963 como DFE Films e foi vendida para a Cadence Industries, proprietária da Marvel Comics, em 1981, depois que o fundador e executivo da empresa, Friz Freleng deixou a empresa para voltar ao seu antigo emprego na Warner Bros. Animation. Sócio de Freleng e co-fundador da  DEF, David H. DePatie continuou a trabalhar para a empresa após ser absorvida pela Marvel por vários anos até sua aposentadoria.
Marvel Productions (1981–1993)
Marvel Productions abriu seu estúdio em Los Angeles, em 1981. Em 1984, Margaret Loesch se juntou a Marvel Productions como Presidente. Marvel Comics Group, propriedade da Cadence Industries Corporation desde 1968, foi vendida para a New World Pictures em 1986, juntamente com a Marvel Productions e incorporada como Marvel Entertainment Group (MEG).
Com a New World tendo problemas de fluxo de caixa, MEG foi vendida em janeiro de 1989 para Andrews Group, uma subsidiária MacAndrews e Forbes, de propriedade de Ronald Perelman. No entanto, New World manteve Marvel Productions e fundiu-a com seu próprio negócio de televisão. MP moveu seus escritórios de Van Nuys a Oeste de Los Angeles em maio de 1989. Os problemas da New World, o que a levou a também ser adquirida pela Andrews Group. Loesch foi para a Fox Kids em 1990. Em Dezembro de 1992, New World criou New World Family Filmworks E New World Action Animation, encabeçados pelo presidente da Marvel Productions, Rick Ungar, para produzir 20 milhões de dólares em programas de entretenimento familiar.
New World Animation (1993–1996)
Marvel Productions foi renomeada para New World Animation em novembro de 1993. Em 1994, a Marvel e New World iniciaram a Marvel Films incluindo Marvel Films Animation. New World Animation (The Incredible Hulk), Saban (X-Men), e Marvel Films Animation (Spider-Man), cada uma produziu uma série Marvel para a televisão. Tom Tataranowicz estava no comando da Marvel Films Animação e da New World Animation durante este período.
Subsidiária da News Corporation
New World Pictures, junto com New World Animation e Marvel Films Animation, foram vendidas pela Andrews Group para a News Corporation/Fox em agosto e 1996.
Fox Children's Productions e Saban Entertainment se fundiram para formar Fox Kids Worldwide, uma empresa holding e joint venture, em 1996
Fox Family, juntamente com suas subsidiárias, foi comprada pela Walt Disney Company por 5,3 bilhões de dólares em 2001, com a Saban renomeada para BVS Entertainment após a compra.  Em 31 de agosto de 2009, a Disney comprou a Marvel Entertainment por 4 bilhões, dólares reunificando a Marvel Productions e Marvel Entertainment em uma mesma empresa.

## Lista de Produções do estúdio-
- Caverna do Dragão
- Homem-Aranha: a série animada
- Muppet Babies
- Transformers
- X-Men: Animated Series
- Barbie Girl